# Val-de-Meuse

Val-de-Meuse este o comună în departamentul Haute-Marne din nord-estul Franței. În 2009 avea o populație de 2.168 de locuitori.

## Evoluția populației
| An        | 1975  | 1982  | 1990  | 1999  | 2006  | 2009  |
| --------- | ----- | ----- | ----- | ----- | ----- | ----- |
| Populație | 2.200 | 2.148 | 2.167 | 2.211 | 2.179 | 2.168 |